# Erich Schultz-Ewerth

Erich Schultz-Ewerth (1932)

Erich Bernhard Theodor Schultz-Ewerth (* 8. März 1870 in Berlin; † 25. Juni 1935 ebenda) war ein deutscher Kolonialbeamter und Ethnologe. Er war der letzte deutsche Gouverneur von Deutsch-Samoa.

## Leben und Wirken
Erich Schultz-Ewerth legte 1888 sein Abitur am Luisenstädtischen Gymnasium in Berlin ab. Anschließend studierte er Rechtswissenschaften an den Universitäten Berlin und Jena. 1893 trat er in den preußischen Justizdienst ein und bestand 1897 die große juristische Staatsprüfung. Nach dem Eintritt in die Kolonialabteilung des Auswärtigen Amts 1898 reiste er Ende des Jahres nach Deutsch-Ostafrika, wo er als Distriktrichter tätig war. 1899 musste er krankheitsbedingt wieder nach Deutschland zurückreisen. Nach einem kurzzeitigen Wechsel zurück in den Justizdienst wurde er am 22. Dezember 1899 auf eigenen Wunsch wieder in die Kolonialabteilung übernommen und 1901 als Bezirksrichter nach Deutsch-Samoa versetzt. Dort wurde er im Januar 1904 Referent, im Juli 1904 Kaiserlicher Oberrichter und 1910 Erster Referent. 1911 erhielt er den Titel Geheimer Regierungsrat. Am 19. Juni 1912 wurde Schultz-Ewerth als Nachfolger von Wilhelm Solf zum Gouverneur von Samoa ernannt. 1912 erließ er ein umstrittenes Mischehenverbot. Mit der Besetzung Samoas durch neuseeländische Truppen 1914 nach dem Ausbruch des Ersten Weltkriegs geriet er in Gefangenschaft, aus der er 1919 gesundheitlich angeschlagen entlassen wurde. Kurzzeitig verteidigte er nach dem Krieg deutsche Angeklagte vor ausländischen Gerichten. Anschließend betätigte er sich als Autor von Büchern zu kolonialen Fragen und im Kampf gegen die Kolonialschuldlüge.
In seinen Erinnerungen an Samoa beschreibt er die wirtschaftliche und politische Bedeutung Samoas, die Kolonisation, die Südsee als Kolonialgebiet, sowie Aberglauben, Polygamie, Kannibalismus und Beerdigungszeremonien.
Während seines Studiums wurde er 1888 Mitglied der Burschenschaft Thuringia Charlottenburg / Berlin, die noch heute unter dem Namen „Vereinigte Berliner Burschenschaft Thuringia“ existiert.

## Ehe und Familie
Schultz-Ewerth war seit 1920 mit der Schriftstellerin Charlotte Schultz-Ewerth (1898-) verheiratet. Die Ehe wurde 1930 geschieden.
Aus der Ehe gingen die Söhne Henning (* 12. Juni 1921), Christian (* 2. August 1922) und Eckart (* 1. Januar 1924, † 1961) hervor. Der zuletzt genannte wurde unter dem Namen Mario Tuala als Sänger und Schauspieler bekannt.

## Werke
- Sprichwörtliche Redensarten der Samoaner, eine Sammlung, Übersetzung und Erläuterung von 560 Sprichwörtern, Apia 1906.
- Samoanisches Familien-, Mobiliar- und Erbrecht, Apia 1911.
- Spruchweisheit der Samoaner, Märzheft 1914 der Süddeutschen Monatshefte.
- Erinnerungen an Samoa. Scherl, Berlin 1926.[5]
- Deutschlands Weg zur Kolonialmacht. Scherl, Berlin 1934.
- Hrsg. zs. mit Leonhard Adam: Das Eingeborenenrecht. Sitten und Gewohnheitsrechte der Eingeborenen der ehemaligen deutschen Kolonien in Afrika und in der Südsee. 2 Bde., Strecker und Schröder, Stuttgart 1929–1930.